# 패라 윌리엄스
패라 타냐 프랭키 윌리엄스 메렛(영어: Fara Tanya Franki Williams Merrett, 1984년 1월 25일~)은 잉글랜드의 여자 축구 선수로 포지션은 미드필더이다. 현재 잉글랜드 FA 여자 슈퍼리그의 레딩 FC 위민에서 활동하고 있다.

## 클럽 경력
첼시에서 선수 생활을 시작했으며 2000-01 시즌에서 찰턴 애슬레틱과의 계약을 체결했다. 2001-02 시즌에서는 찰턴 애슬레틱 올해의 선수, 잉글랜드 축구 협회가 선정한 올해의 여자 청소년 축구 선수를 수상하는 영예를 안았다. 2002-03 시즌에서는 등 부상으로 인해 한동안 불참했다가 2003-04 시즌에 복귀했고 2004년에는 찰턴 애슬레틱의 FA 여자 내셔널리그컵 우승에 기여했다.
2004년 여름에 에버턴으로 이적하면서 축구 팬들로부터 "패라 여왕"(Queen Fara)이라는 별칭을 받았다. 2008년에는 에버턴의 FA 여자 내셔널리그컵 우승에 기여했고 2010년에는 에버턴의 FA 여자컵 우승에 기여했다. 2009년에는 잉글랜드 축구 협회가 선정한 잉글랜드 올해의 여자 축구 선수를 수상하는 영예를 안았다.
2012년 11월에는 에버턴의 지역 라이벌인 리버풀로 이적했고 2013년, 2014년에는 리버풀의 FA 여자 슈퍼리그 우승에 기여했다. 2016년 1월 5일에는 아스널로 이적했고 2017년 8월 16일에는 아스널의 지역 라이벌인 레딩으로 이적했다.

## 국가대표 경력
17세 시절이던 2001년 11월에 열린 포르투갈과의 경기에 처음 출전하면서 잉글랜드 여자 축구 국가대표팀 선수로 데뷔했으며 4차례의 UEFA 유럽 여자 축구 선수권 대회(2005년, 2009년, 2013년, 2017년), 3차례의 FIFA 여자 월드컵(2007년, 2011년, 2015년 FIFA 여자 월드컵)에 참가했다.
중국에서 개최된 2007년 FIFA 여자 월드컵에서는 아르헨티나와의 조별 예선 경기에서 페널티킥 득점을 기록하면서 잉글랜드의 6-1 승리에 기여했지만 조별 예선에서 2번째 경고를 기록하면서 미국과의 8강전 경기에 나서지 못했고 잉글랜드는 미국과의 8강전 경기에서 패배하면서 탈락하게 된다. 핀란드에서 개최된 UEFA 여자 유로 2009에서는 핀란드와의 8강전 경기에서 결승골을 기록하면서 잉글랜드의 3-2 승리에 기여했다. 잉글랜드는 독일과의 결승전 경기에서 2-6으로 패배하면서 준우승을 차지하게 된다.
2011년 FIFA 여자 월드컵 유럽 지역 예선에서는 7골을 기록하면서 잉글랜드의 2011년 FIFA 여자 월드컵 본선 진출에 기여했다. 독일에서 개최된 2011년 FIFA 여자 월드컵에서는 멕시코의 조별 예선 경기에서 1골을 기록했는데 잉글랜드는 해당 경기에서 멕시코와 1-1 무승부를 기록했다. 잉글랜드는 프랑스와의 8강전 경기에서 승부차기 끝에 패배하면서 탈락하게 된다.
2012년 3월 1일에 열린 스위스와의 키프로스컵 경기에서 A매치 100경기 출전 기록을 수립했다. 2012년 런던 하계 올림픽에서는 영국 여자 축구 국가대표팀 선수로 참가했다. 스웨덴에서 개최된 UEFA 여자 유로 2013에서는 한 골도 기록하지 못했고 잉글랜드는 조별 예선에서 탈락하게 된다. 2014년 8월 3일에 열린 스웨덴과의 경기에서 A매치 130경기 출전 기록을 수립했는데 잉글랜드는 스웨덴에 4-0 승리를 기록했다.
캐나다에서 개최된 2015년 FIFA 여자 월드컵에서는 콜롬비아와의 조별 예선 경기에서 전반전 38분에 페널티킥 득점을 기록하면서 잉글랜드의 2-1 승리에 기여했다. 일본과의 준결승전 경기에서는 전반전 40분에 페널티킥 득점을 기록했지만 잉글랜드는 일본에 1-2로 패배했다. 독일과의 3·4위전 경기에서는 연장전 후반 3분에 페널티킥 득점을 기록하면서 잉글랜드의 1-0 승리에 기여했다. 잉글랜드는 2015년 FIFA 여자 월드컵에서 3위를 기록하면서 역대 최고 성적을 기록했다. 네덜란드에서 개최된 UEFA 여자 유로 2017에는 참가했지만 2019년 FIFA 여자 월드컵에는 참가하지 않았다.

## 사생활
패라 윌리엄스는 축구 선수로 활동하던 초반 6년 동안에 걸쳐 노숙자 생활을 했는데 잉글랜드 축구 협회로부터 기술 전담 코치로부터 기용되었다고 한다. 이러한 인연 때문에 잉글랜드 축구 협회에서 진행한 노숙자 자선 활동에 참여했고 잉글랜드 홈리스 월드컵 대표팀 선수 선발 과정에도 참여했다.
패라 윌리엄스는 2015년 12월에 에버턴에서 활약했던 팀 동료인 에이미 케인과 결혼했지만 얼마 지나지 않아서 결별하고 만다. 2016년에는 잉글랜드의 여자 축구에 헌신한 공로를 인정받아 영국 왕실로부터 새해를 맞이하기 위한 차원에서 대영 제국 훈장을 받았다. 패라 윌리엄스는 남자 축구 클럽인 첼시의 서포터이기도 하다.

## 수상

### 클럽
찰턴 애슬레틱
- FA 여자 내셔널리그컵 1회 우승 (2003-04)

에버턴
- FA 여자 내셔널리그컵 1회 우승 (2007-08)
- FA 여자컵 1회 우승 (2009-10)

리버풀
- FA 여자 슈퍼리그 2회 우승 (2013, 2014)

### 국가대표
- 2009년 키프로스컵 우승
- UEFA 여자 유로 2009 준우승
- 2013년 키프로스컵 우승
- 2015년 키프로스컵 우승
- 2015년 FIFA 여자 월드컵 3위

### 개인
- 2002년 잉글랜드 축구 협회 선정 올해의 여자 청소년 축구 선수 수상
- 2007년 잉글랜드 축구 협회 선정 올해의 국제 여자 축구 선수 수상
- 2009년 잉글랜드 축구 협회 선정 올해의 국제 여자 축구 선수 수상
- 2009년 잉글랜드 축구 협회 선정 올해의 축구 선수 수상